# 雲遜·西蒙
雲遜·西蒙（Vincent Simon，1983年9月28日—），大溪地足球員，師任右後衛，目前效力當地頂級聯賽球隊AS龍隊。他於2004年首度入選大溪地國家隊，並在同年4月10日對庫克群島的比賽中首次上陣。2012年，他隨隊參加大洋洲國家杯，並贏得冠軍，是大溪地歷史上首個的錦標。翌年，他又隨隊參加洲際國家盃，並在對尼日利亞和烏拉圭的分組賽中取得出場機會，時間為167分鐘。